# AC Praha
Athletic Club Praha byl český fotbalový klub z Prahy. Klub byl založen v roce 1891, kdy několik nadšenců založilo na pražských Maninách klub se jménem Athletic Club Praha. Pěstovala se zde mimo jiné i cyklistika, a když byla Vltava zamrzlá, tak i bruslení. Po dvou letech činnosti se však klub rozhádal a odešla z něj skupina odbojníků v čele s Karlem, Otou a Josefem Malečkovými. Ti založili Athletic Club Královské Vinohrady.
V listopadu 1896 uspořádal Český Scurlling Cercle na Císařské louce pod dozorem České atletické Unie (Český svaz fotbalový byl založen až 1901) první mezinárodní „Mistrovství Království Českého ve hře míčem kopaným“, přes nepříznivé počasí měly zápasy tisícovou návštěvnost. AC Praha (bílý dres s příčnou červenou páskou) zde prohrála s AC Sparta (černý dres s bílým S na prsou) 6:0, o týden později získala AC Praha bez boje dva body nad SK Slavia (košile dělená ve čtyři červeno-bílé čtverce a na levé straně červená hvězda) — profesoři gymnasií zakázali svým studentům hru, stejně jako předtím při zápasu se Spartou. Mistrovský titul vyhrál nad Spartou Deutscher Fußball Club v Praze (košile dělená ve čtyři čtverce bílo-modré).
V roce 1902 se AC zúčastnilo devátého Mistrovství Čech a Moravy, které pro klub skončilo naprosto katastrofálně. Valná hromada klubu byla obviněna, že neplatí své dluhy vůči hráčům. Klub musel prodat dresy, obuv a míče. Ve stejném roce byl klub následně rozpuštěn.